# جائزة الغولدن غلوب لأفضل مسلسل - موسيقي أو كوميدي
جائزة الغولدن غلوب لأفضل مسلسل - موسيقي أو كوميدي هي واحدة من الجوائز السنوية تمنح منذ سنة 1962 من قبل رابطة هوليوود للصحافة الأجنبية لأفضل مسلسل كوميدي.

## 2010s
- 2010: غلي - FOX
  - 30 روك - NBC
  - نظرية الانفجار العظيم (مسلسل) - CBS
  - ال سي الكبيرة - Showtime
  - العائلة الحديثة - ABC
  - الممرضة جاكي - Showtime
- 2011: العائلة الحديثة - ABC
  - مثقف - HBO
  - حلقات - Showtime
  - غلي - Fox
  - فتات جديدة - Fox
- 2012: فتيات - HBO
  - نظرية الانفجار العظيم (مسلسل) - CBS
  - حلقات - Showtime
  - العائلة الحديثة - ABC
  - سماش - NBC
- 2013: بروكلين 9-9 - Fox
  - نظرية الانفجار العظيم (مسلسل) - CBS
  - فتيات - HBO
  - العائلة الحديثة - ABC
  - حدائق ومنتزهات - NBC
- 2014: شفاف - Amazon Instant Video
  - فتيات - HBO
  - جين العذراء - The CW
  - البرتقالي هو الأسود الجديد - Netflix
  - وادي السيليكون - HBO